# デーモン聖典
『デーモン聖典』（デーモンサクリード）は、樹なつみによるSF漫画作品。『LaLa』にて2003年3月号より2007年8月号まで連載された。単行本は全11巻。文庫版は全6巻。

## あらすじ
全世界で頻発するデーモンとの接触事件と逆行症候群により人類は存亡の危機に瀕していた。
逆行症候群に罹った双子の姉りなを救うためにデーモンを召喚しその「鎖」となるようミカに促されたもなは最上級クラスのデーモン、「黙示録の獣」を従わせることに成功する。

## 登場人物
小井草 もな
双子の妹。母・礼奈から「鎖」の能力を受け継いでいる。
小井草 りな
双子の姉。「鎖」の能力を持たないため逆行症候群による年齢退行を発症し、消滅の危機に晒されている。
小井草 忍
双子の保護者。母・礼奈を失い孤児となったりな、もな姉妹を引き取った。
製薬会社に勤務していたが、りなを逆行症候群から救うためにSMIC極東支部研究二課へと移籍する。
市嶋 礼奈
りな、もなの母親。
「鎖」の能力を持っていたため、旅行先で発生した逆行症候群による消滅事件の唯一の生存者となる。その事件で夫を失った後、ミカの保護下でりなともなを産み、養育した。
藤名 閨人
人気アイドル歌手。両親を逆行症候群で失ったため、デーモンを憎んでいる。
デーモン駆除を標榜するSMICに感化され、SMICの特殊部隊入りを志願する。
ヘルムート・リンデルツ
オーストリアの名門リンデルツ家の嫡出の跡取りで、忍とゾフィの異母兄にあたる。
白人優位主義者の祖父に溺愛されて育ち、有色人種に対して根強い偏見を持っていた。
幼少時は忍を虐待していたが、長じて後は和解を求めるようになった。
ゾフィ・リンデルツ
忍の異母妹。学生の身ながらSMIC極東支部の総責任者を務める才媛。
坂上 侑
両親を早くに失ったため、叔父母の虐待を受けながら育てられた少年。
辛い日々の中、兄・萩が自分を救いに来てくれると信じていた。「鎖」の能力を持ち、グリフィンを支配する。
エットーレ・ヴァレ
ヘルムートの片腕。ゾフィ失脚後、SMIC極東本部の総責任者となる。ゾフィは彼のことを蛇蝎のごとく嫌っている。

### デーモン
K2
もなによって閨人と同じ姿を与えられた。本来の姿は黙示録の獣。唯一地球で生まれたデーモンであるためか、デーモンとしての本能が薄く性格的にも幼い。
ミカ
礼奈によってフィンランドのピアニスト、ミカ・ヴァラツカの姿を与えられた。本来の姿はユニコーン。
デーモンの中では最下級に属する種族ながら狡猾に立ち回り、上位のデーモンの霊力を「喰う」ことによってレベルを上げ生き延びてきた。最上位の「赤龍」に次ぐ長寿のデーモン。礼奈の願いにより、りなともなを護っている。
坂上 萩
侑によって侑の兄、坂上萩の姿を与えられた。本来の姿はグリフィン。侑を溺愛し、守っている。
体操のお兄さん
翔によって翔の心の支えだったテレビの教育番組の「体操のお兄さん」の姿を与えられた。本来の姿は獏。
自称「物好き」なデーモンで、興味本位で行動することが多い。
赤龍（レッドドラゴン）
地球の存在する次元においてデーモンの中で最上位に位置する「マスター」。SMICの本部に捕えられカプセルに閉じ込められている。

## 用語
デーモン
異次元から地球にやってきた生命体。霊的存在（インテリジェンス）であるため形（肉体）を持たない。神話や伝説において悪魔、妖怪と認識されているのも彼らである。
ある時期を境に目撃事例や接触事例が相次ぎ、逆行症候群（後述）の原因となっている。霊的存在が持つ霊力を唯一の糧とするため、共食いをしている。高位霊体である彼らには病気や老化による身体的な限界も存在せず自ら死を選ぶ概念も存在しないため、他者の干渉によってしか死ぬことが出来ない。彼らの死は同種に捕食される「屈辱の死」、鎖（または聖典）を守る、あるいは彼らの意志に従った結果命を落とす「無念の死」、聖典に与えられる「恍惚の死」の3つに分類される。
逆行症候群（リターン・シンドローム）
デーモンと地球上の生物が接触することによって発生する現象。
両者は異なる「時間」を生きる存在であるため、「鎖」（後述）としての能力を持たないものがデーモンに接触した場合、その個体の時間が逆行し胎児以前の姿になって消滅してしまう。
鎖
デーモンを召喚し従わせる能力を持つ者。デーモンに姿と名を与えることによりデーモンを支配することができる。非常に稀な存在で何十万人から何百万人に一人と言われている。その能力ゆえ、デーモンに接触しても逆行症候群を発症しない。
以下のような制約がある。
- デーモンは自分の「鎖」の心からの願いに逆らうことができない。
- 「鎖」は同時に複数のデーモンを従わせることができる。そのため、デーモンはデーモンを持つ「鎖」の存在を察知すると積極的に接触を試みる。
- 低位のデーモンは既に自分より高位のデーモンの「鎖」になっている者を自分の「鎖」とすることができない。
- デーモンは自分の「鎖」が死なないと次の「鎖」を得ることができない。
- デーモンは自分の「鎖」を傷つけたり殺したりすることはできない。

聖典（サクリード）
デーモンが長い歳月の中で得ることができる「鎖」たちの中で、唯一至高の存在。
デーモンに「恍惚の死」を与えることができるのは聖典が告げる「愛の言葉」だけである。
楽園（エデン）
あらゆる次元の中で「鎖」が多く発生する場所。地球もエデンのひとつである。
SMIC（スミック）
世界各地で頻発するデーモンとの接触事故による逆行症候群の調査及び対策のために組織された団体。

## 書誌情報
- 樹なつみ 『デーモン聖典』 白泉社〈花とゆめコミックス〉、全11巻
  1. 2003年8月発売、ISBN 4-592-17811-4
  2. 2003年12月発売、ISBN 4-592-17812-2
  3. 2004年5月発売、ISBN 4-592-17813-0
  4. 2004年9月発売、ISBN 4-592-17814-9
  5. 2005年2月発売、ISBN 4-592-17815-7
  6. 2005年6月発売、ISBN 4-592-17816-5
  7. 2005年11月発売、ISBN 4-592-17817-3
  8. 2006年4月発売、ISBN 4-592-17818-1
  9. 2006年12月発売、ISBN 4-592-17819-X
  10. 2007年5月発売、ISBN 4-592-17820-3
  11. 2007年9月発売、ISBN 4-592-17850-5
- 樹なつみ 『デーモン聖典』 白泉社〈白泉社文庫〉、全6巻
  1. 2010年7月15日発売、ISBN 978-4-592-88855-0
  2. 2010年7月15日発売、ISBN 978-4-592-88856-7
  3. 2010年9月15日発売、ISBN 978-4-592-88857-4
  4. 2010年9月15日発売、ISBN 978-4-592-88858-1
  5. 2010年11月16日発売、ISBN 978-4-592-88859-8
  6. 2010年11月16日発売、ISBN 978-4-592-88860-4